# Embalse de Bakolori
El embalse de Bakolori se encuentra en el río Sokoto, un afluente del río Níger, en el estado de Sokoto, en el noroeste de Nigeria. Se terminó de construir en 1978 y se llenó en 1981. Abastece el Proyecto de Irrigación de Bakolori.
El embalse tiene una capacidad de 450 millones de metros cúbicos, cubre 8.000 hectáreas y se extiende a lo largo de 19 km aguas arriba.
La construcción de la presa desplazó a muchos campesinos sin proporcionarles tierras alternativas ni compensación financiera. Muchas personas murieron en las protestas por la pérdida de sus medios de vida. El proyecto se ha convertido en un ejemplo clásico de fracaso en el desarrollo. En 2021 irrigaba unas 15.000 ha de las 23.000 previstas.

## Contexto
El río Sokoto atraviesa la sabana sudanesa del norte de Nigeria, una zona semiárida. Las precipitaciones anuales son impredecibles y varían entre 500 a 1.300 mm por año durante el período junio – septiembre. Antes de la construcción de la presa, unos 50.000 agricultores de la llanura aluvial del río Sokoto practicaban una agricultura intensiva, cultivando arroz y sorgo en la estación húmeda y hortalizas, como cebollas, ajo y tomates en la estación seca. Muchos agricultores utilizaban la práctica del cigoñal de extraer agua del río y verterla en canales de riego o estanques. Las mujeres sometidas al purdah (recluidas y ocultas a la vista de los hombres que no sean sus parientes cercanos) generalmente no trabajan en el campo, pero tienen derechos de propiedad y ayudan en la gestión. Las mujeres que no están recluidas participan activamente en la agricultura. A menudo la tierra es de propiedad comunitaria sin registros formales de propiedad. 
Los agricultores de la zona, que viven a niveles de subsistencia, están más preocupados por evitar riesgos que por maximizar sus ganancias. La zona está sujeta a sequías periódicas y la necesidad de un suministro de agua estable fue uno de los motivos para la construcción de la presa. 

## Planificación
En 1969, la Organización de las Naciones Unidas para la Alimentación y la Agricultura (FAO) publicó un informe que recomendaba una pequeña represa y un plan de irrigación en la localidad de Talata Mafara, además de otras represas río arriba para controlar las inundaciones. El informe de la FAO destacó la importancia de un enfoque gradual que tendría un impacto mínimo en los patrones existentes de uso de la tierra, en parte debido a la falta de experiencia con proyectos de riego en la región. En 1971, el gobierno militar nigeriano invitó a presentar propuestas para el diseño y la supervisión del proyecto y, en 1972, adjudicó el trabajo a Impressit Bakolori Nigeria, una empresa propiedad en un 60% del gobierno nigeriano y en un 40% de una filial de Fiat. Durante el período de estudio, de 1972 a 1974, el alcance del proyecto se amplió para cubrir una sola presa de gran tamaño y un sistema de riego mecanizado a gran escala. Los agricultores locales no fueron consultados en el proceso de planificación y no se realizó ningún estudio sobre el impacto aguas abajo. 

## Construcción

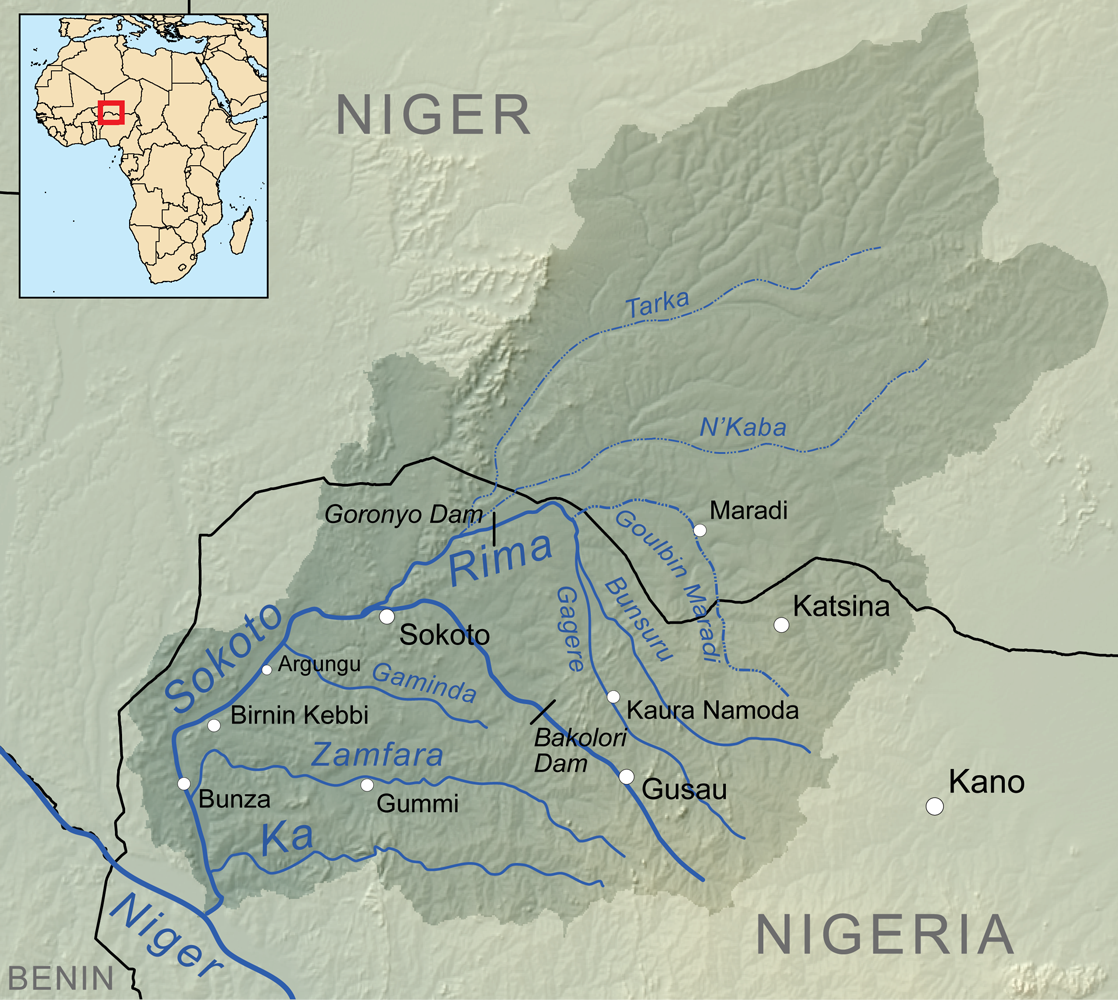
Cuenca del río Sokoto, que muestra la ubicación de la presa

La construcción de la presa comenzó en 1974 y se completó en 1978, tras lo cual el embalse tardó tres años en llenarse. La presa, un terraplén de relleno de tierra, tiene 5,5 km de longitud, con una estructura central de hormigón de 360 m de largo y 48 m de altura que incorpora una pequeña central hidroeléctrica de 3 MW. Las tuberías y canales de riego no se terminaron hasta 1983 y sólo cubrieron 23.000 hectáreas, frente a las 30.000 hectáreas previstas originalmente. El agua se suministró a 15.000 hectáreas mediante aspersores y a 8.000 hectáreas por gravedad. Los rociadores son caros, pero hacen un uso más eficiente del agua si se mantienen bien. Después de los sobrecostos, el proyecto de irrigación terminó siendo uno de los más caros por hectárea del mundo. 
La construcción de la presa, la nivelación del terreno, el desmonte y la construcción del canal destruyeron valiosas tierras de cultivo y árboles. Los agricultores locales se convirtieron en campesinos sin tierra. La mayoría no recibió ninguna compensación o les dieron tierras sin valor. Los que se quedaron se vieron obligados a cultivar cultivos desconocidos, como el trigo. Durante la construcción, los agricultores locales se vieron privados de los medios para ganarse la vida durante varios años. Ante los manifestantes en noviembre de 1979, el gobernador del estado de Sokoto, Shehu Kangiwa, prometió abordar todas sus quejas. Sin embargo, el 28 de abril de 1980 la policía atacó a manifestantes desarmados y mató a más de 380 personas. El gobierno minimizó el incidente, afirmando que sólo habían muerto 25 personas.

## Impacto aguas abajo

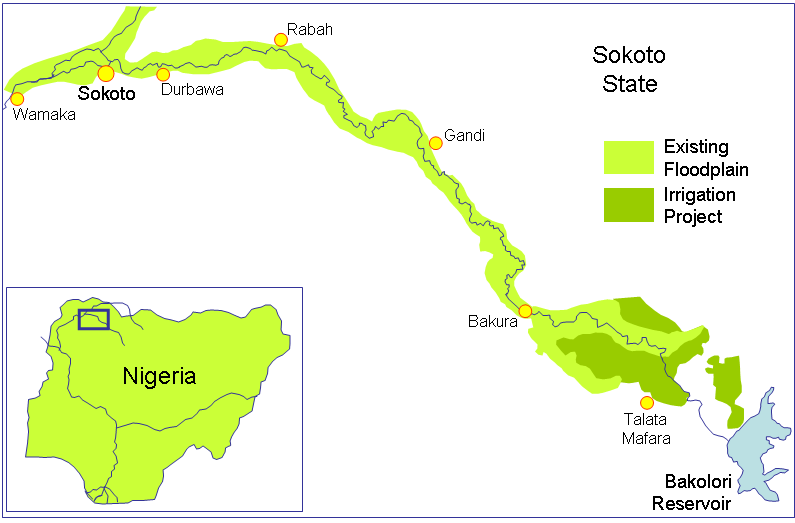
Mapa esquemático del río Sokoto que muestra la presa Bakolori y el proyecto de irrigación

Los agricultores de las llanuras aluviales de la parte baja necesitaban una gran cantidad de agua antes de la temporada de crecimiento, y luego reducían los caudales porque practicaban una agricultura de inundación durante la cual se siembra cuando el agua retrocede. Los operadores de las represas no fueron sensibles a esta necesidad y proporcionaron agua insuficiente en momentos inadecuados. La presa redujo significativamente los caudales máximos y la profundidad, duración y extensión de las inundaciones río abajo durante la estación húmeda. También redujo la cantidad total de agua disponible para la agricultura, ya que en una zona cálida y árida se pierde mucha agua por evaporación en una gran superficie. Aguas abajo, de un total de 19.000 hectáreas de tierras de llanura aluvial, la presa provocó la pérdida de 7.000 hectáreas de producción de arroz y 5.000 hectáreas de cultivos de estación seca. Esta pérdida fue parcialmente compensada por aumentos en la producción de mijo y sorgo, de menor valor, pero 12.000 personas se vieron obligadas a desplazarse.

## Embalse y zona de riego
El embalse tiene un área litoral (zona de transición poco profunda) relativamente pequeña, lo que limita el tamaño de las zonas de desove y crianza de la mayoría de las especies de peces. El agua es turbia y contiene partículas de tierra suspendidas que bloquean la luz e inhiben el crecimiento de las plantas acuáticas sumergidas de las que dependen los peces para alimentarse. Esto limita la capacidad del embalse para la producción de peces. El embalse es menos productivo que el río y sus lagos y pozas naturales. En las zonas de regadío, el nivel freático más elevado combinado con las altas tasas de evaporación ha provocado una salinización que ya ha arruinado la mitad de las tierras de regadío. También se registraron niveles más elevados de enfermedades transmitidas por el agua. Los intentos de introducir nuevas variedades de caupí (un tipo de alubia) intercaladas con mijo, sorgo y maní tuvieron poco éxito debido al rendimiento relativamente bajo de este cultivo tradicional y al alto costo de los sistemas de riego.
En 2003, el sistema de riego ya no estaba en funcionamiento y sólo se cultivaban 7.500 hectáreas, principalmente de arroz, mediante riego por gravedad. La tierra quedó sin cultivar. Muchos residentes se marcharon a las ciudades. La presa de Bakolori provocó una disminución del 53% de la superficie cultivable utilizable.
Los autores de un informe sobre el uso racional de los humedales publicado por la UNESCO en 1988 concluyeron que "una evaluación económica más completa del proyecto de Bakolori habría sido menos favorable que el cálculo sobre el cual se aprobó".